# AGM-76 Falcon
AGM-76 Falcon è un missile aria-superficie sviluppato negli anni sessanta dalla Hughes per conto dell'United States Air Force. Si trattava della versione aria-superficie dell'AIM-47 Falcon, che però non entrò mai in servizio.

## Storia

### Sviluppo
L'AGM-76 venne sviluppato come versione aria-superficie dell'AIM-47. Tuttavia, l'esatta natura di questo sistema d'arma non è molto chiara: infatti, con tutta probabilità, si è trattato di un missile antiradar realizzato a partire dal 1966 per contrastare gli impianti antiaerei vietnamiti, durante la guerra del Vietnam.
In questo ruolo, ne vennero lanciati una decina (su un totale di 22 costruiti). da aerei da caccia McDonnell Douglas F-4 Phantom II, Grumman A-6 Intruder e Republic F-105 Thunderchief, non è chiaro se solo durante delle prove oppure anche in missioni operative.
Secondo altre fonti, in realtà, l'AGM-76 sarebbe stato un missile aria-superficie a lungo raggio, progettato inizialmente per il caccia trisonico North American XF-108 Rapier. Dopo la cancellazione di questo velivolo, il missile avrebbe dovuto essere implementato sul Lockheed F-12B. In seguito alla fine anche di questo programma, i lavori intorno alla versione aria-superficie del Falcon sarebbero stati interrotti.
Comunque, l'AGM-76 Falcon non entrò mai in servizio.

## Descrizione tecnica
L'AGM-76 era derivato dall'AIM-47. Si trattava di un missile aria-superficie (quasi sicuramente di tipo antiradar) lungo 3,82 m, largo 0,832 e con un peso al lancio di 431 kg. (di cui 113 costituiti da esplosivo ad alto potenziale). La propulsione era assicurata da un motore a propellente solido Lockheed XSR13-LP-1, in grado di spingerlo alla velocità di Mach 4 fino alla distanza di 160 km.
La testata era convenzionale, anche se, secondo alcune fonti, la non confermata versione da attacco aria-superficie per l'F-12B avrebbe imbarcato una testata nucleare da 250 kt.